# 卡翁
卡翁（法語：Cahon，法語發音：[kaɔ̃]）是法国上法蘭西大區索姆省的一个市镇，属于阿布维尔区。

## 地理
卡翁（50°7'11"N, 1°43'24"E）面积7.04 平方千米，位于法国上法蘭西大區索姆省，该省份为法国北部沿海省份，北起加来海峡省和北部省，西接滨海塞纳省和大西洋英吉利海峡，南至瓦兹省，东临埃纳省。
与卡翁接壤的市镇（或旧市镇、城区）包括：康布龙、米亚奈、凯努瓦勒蒙唐、赛涅维尔。

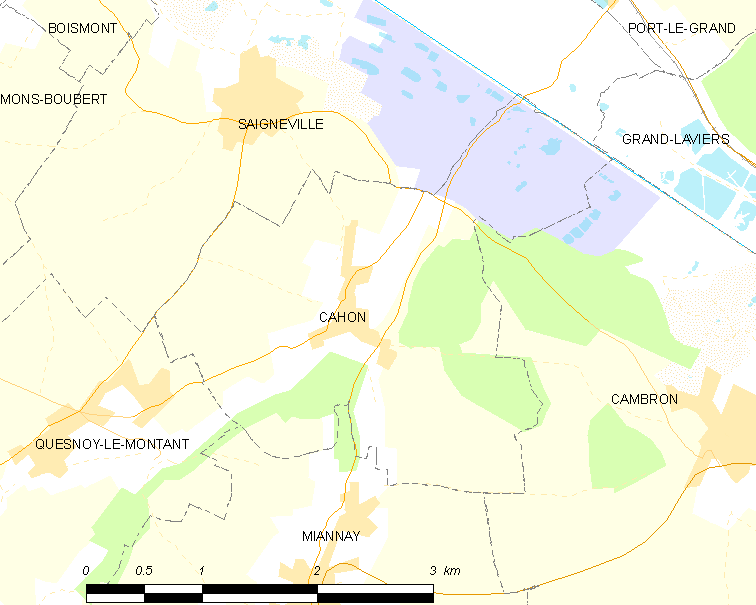
卡翁的OSM定位图

卡翁的时区为UTC+01:00、UTC+02:00（夏令时）。

## 行政
卡翁的邮政编码为80132，INSEE市镇编码为80161。

## 政治
卡翁所属的省级选区为阿布维尔第二县。

## 人口

1962-2008年间卡翁人口变化图示

卡翁于2022年1月1日时的人口数量为221人。